# 福島市立平田小学校
福島市立平田小学校（ふくしましりつ ひらた しょうがっこう）は、福島県福島市にある公立小学校である。

## 概要
福島市街地南側の信夫地区南西部を通学区域とし、福島県道148号水原福島線のほど近くに位置する。2020年5月1日現在、4学級46名の児童が在籍する。

## 沿革
- 1873年12月2日 - 学校創立。後に町村合併、学制改革を経て小倉小学校、平田第一尋常高等小学校と変遷し信夫郡信夫村立平田小学校となる。
- 1966年6月 - 信夫村が福島市に編入され、福島市立平田小学校となる。
- 1990年
  - 2月26日 - 屋内運動場が竣工する。
  - 2月28日 - RC造三階建ての校舎が竣工する。
- 1999年3月10日 - 水泳プール(25m×9m 5コース）が竣工する。

## 教育方針
教育目標
- 自分で考え　力を合わせ　夢に向かって　最後まで

## 学校行事
| - 4月 - 5月 - 6月 | - 7月 - 8月 - 9月 | - 10月 - 11月 - 12月 | - 1月 - 2月 - 3月 |

## 通学区域
- 信夫地域
  - 小田（福島市立大森小学校通学区域を除く）
  - 山田

## 進学先中学校
- 福島市立信夫中学校[3]

## 学区 / 校区内の主な施設
- 福島県道148号水原福島線大森街道
- 平田郵便局
- 福島市パークゴルフ場
- 福島市クレー射撃場

## 交通
- JR東日本福島駅より福島交通路線バス平田行乗車、平田農協前停留所下車、徒歩約3分[4]。